# George R. Lawrence

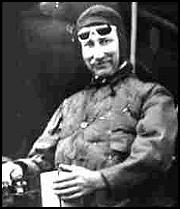
George R. Lawrence

George Raymond Lawrence (Ottawa, Chicago, 24 februari 1868 – 15 december 1938) was een Amerikaans fotograaf uit Illinois, vooral beroemd om zijn panoramische foto’s, vaak genomen vanuit grote hoogte, ook met luchtballons en vliegers. Op latere leeftijd ontwikkelde hij zich tot een gerenommeerd vliegtuigontwerper.

## Leven en werk
De familie van Lawrence stamde van Duitse voorouders, oorspronkelijk genaamd Lorenz. George werd geboren als oudste van zes kinderen en groeide op in Illinois.
Rond 1890 verhuisde Lawrence naar Chicago. In 1891 opende hij daar samen met zijn compagnon Irwin Powell een fotostudio. Lawrence toonde zich bijzonder inventief, perfectioneerde de flitser en bouwde in 1900 de grootste camera ter wereld, de “Giant Mammoth Camera”, met een gewicht van 700 kilo. Hiermee maakte hij zijn beroemde foto van de 'Alton Limited locomotief', die in datzelfde jaar de “grote wereldprijs” won op de Wereldtentoonstelling te Parijs.

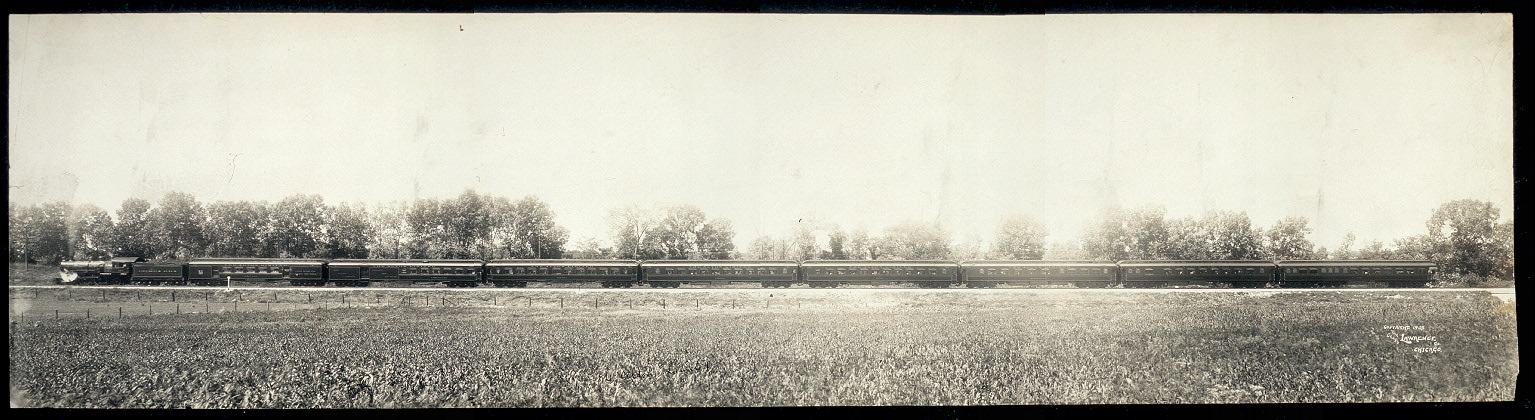
Alton Limited locomotief, prijswinnaar tijdens de Wereldtentoonstelling in Parijs, 1900

Het meest beroemd werd Lawrence met zijn panoramafoto van San Francisco, zes weken na de aardbeving van 1906, genomen met een camera van 22 kilo, bevestigd aan negen grote vliegers. De foto is een contactafdruk gemaakt met één enkele film, die de gehele stad in beeld brengt, vanuit 600 meter hoogte. Lawrence maakte een groot aantal afdrukken van de foto, die hij voor 125 dollar per stuk verkocht.

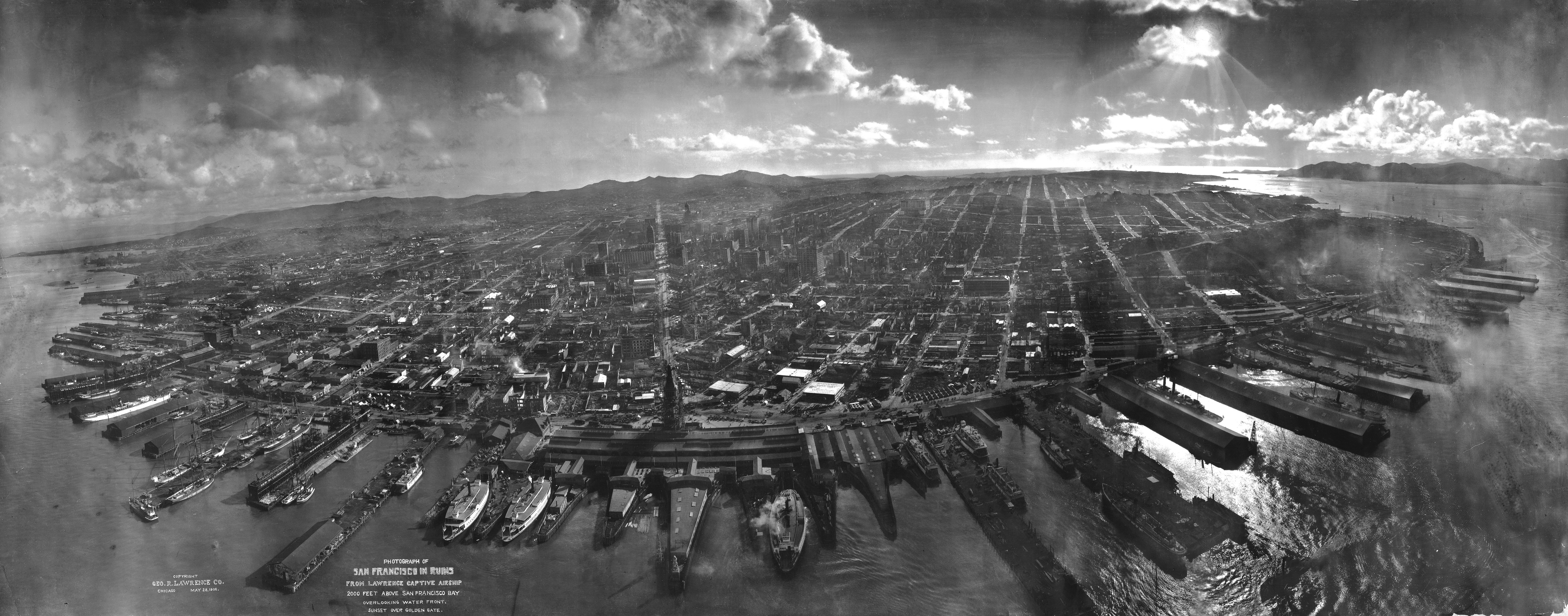
San Francisco in Ruins, zes weken na de aardbeving, 1906

In 1909 maakte Lawrence een reis naar Afrika om er panoramafoto’s te maken van wilde dieren. Toen hij terugkwam kreeg hij onenigheid met zijn vrouw, die hem betichtte van vreemdgaan en uiteindelijk in 1913 van hem scheidde. Lawrence stopte in 1910 met fotograferen, verhuisde naar Californië en wijdde zich daar aan het ontwerpen van vliegtuigen, waarmee hij ruim honderd patenten op zijn naam kreeg.

## Galerij

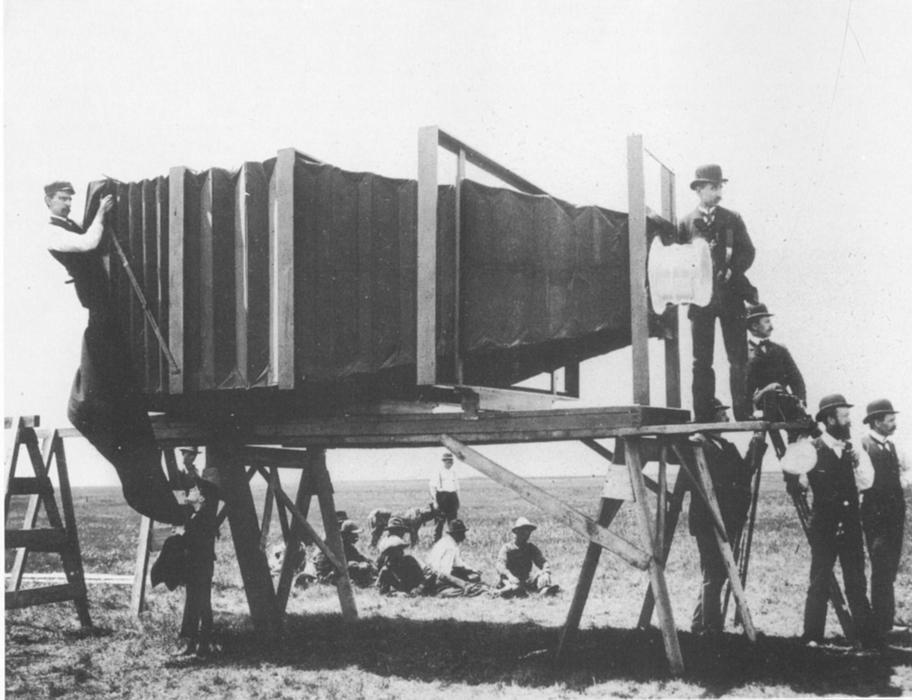
Lawrence op zijn Giant Camera
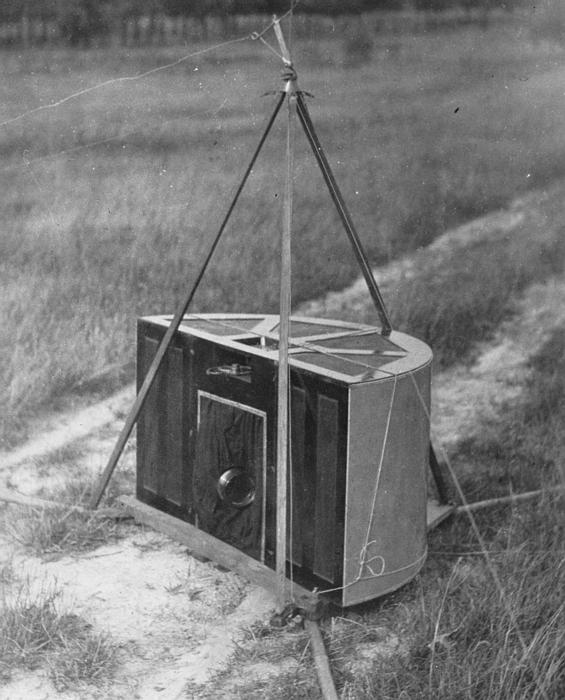
Camera waarmee Lawrence de San Francisco foto maakte
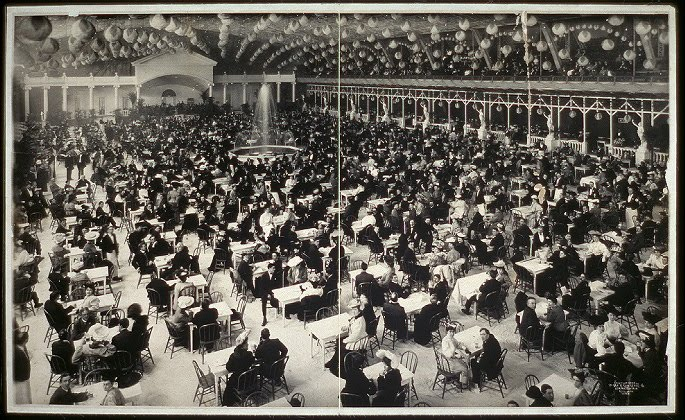
Large banquet
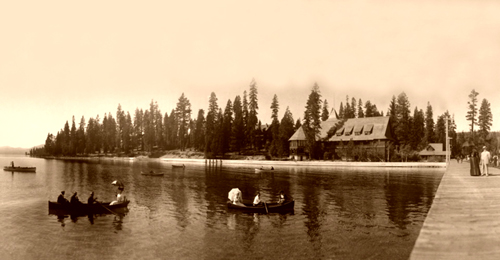
Lake Tahoe
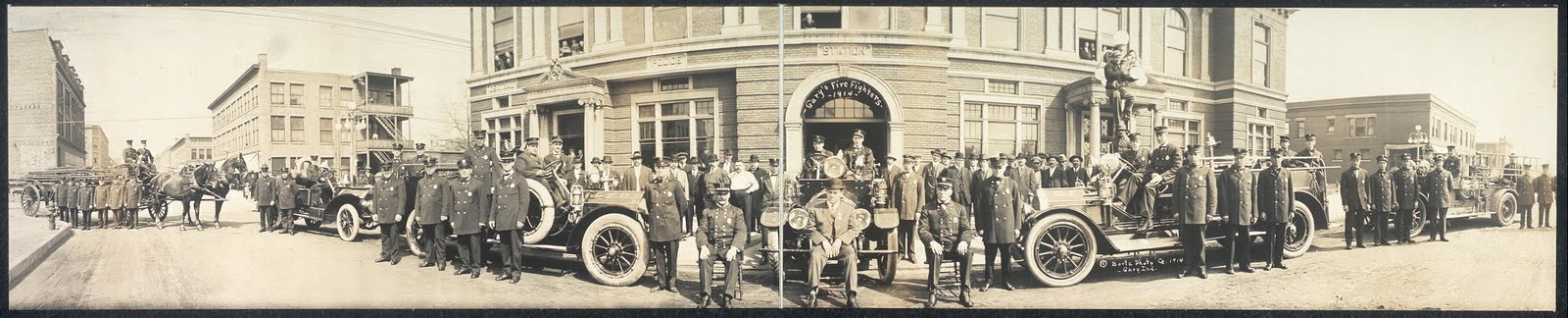
Gary's Fire Fighters